# Eggert Schwan
Eggert Schwan (* 12. Januar 1938) ist Rechtsanwalt und Hochschullehrer. Er lehrte an der Berliner Fachhochschule für Verwaltungs- und Rechtspflege im Fachbereich Polizei und seit mindestens 1968 an der Freien Universität Berlin im Fachbereich Öffentliches Recht. In seiner wissenschaftlichen Forschung beschäftigte er sich insbesondere mit grundrechtlichen und datenschutzrechtlichen Aspekten der Datenerhebung durch Polizei und Geheimdienste. Als Jurist setzte sich Schwan u. a. gegen Verschärfungen von Sicherheitsgesetzen ein, zum Beispiel in Form  des maschinenlesbaren Personalausweises, und gegen die Existenz des Verfassungsschutzes, die seiner Ansicht nach nicht mit dem Grundgesetz vereinbar sei.
Schwan ist CDU-Mitglied. Er unterstützte den Volkszählungsboykott. Vor dem Bundesverfassungsgericht vertrat er Gaby Weber ab 1980.

## Publikationen
- Eggert Schwan: Amtsgeheimnis oder Aktenöffentlichkeit? Der Auskunftsanspruch des Betroffenen, das Grundrecht auf Datenschutz und das Prinzip der Aktenöffentlichkeit. Schweitzer 1984. München. ISBN 978-3-88709-071-5